# Az-Zarba
Az-Zarba (arab. الزربة) – miasto w Syrii, w muhafazie Aleppo. W 2004 roku liczyło 4760 mieszkańców.